# Anna Roberts
Pour les articles homonymes, voir Roberts.
Anna Roberts, née en 11 novembre 1957, est une femme politique canadienne. Elle représente la circonscription de King—Vaughan à la Chambre des communes du Canada depuis 2021 sous la bannière du Parti conservateur du Canada après avoir échoué à se faire élire en 2019.

## Biographie
Lors des élections de 2025, elle est réélue avec 61,5 % des voix et une majorité de 17 330 voix.